# Croton fuscescens
Espèce
Classification APG III (2009)
Croton fuscescens est une espèce de plantes à fleurs du genre Croton et de la famille des Euphorbiaceae, présente au Brésil (Rio de Janeiro, São Paulo, Minas Gerais).

## Synonymes
- Julocroton fuscescens (Spreng.) Baill.
- Cieca fuscescens (Spreng.) Kuntze
- Croton hirsutus Vell.
- Julocroton lanatus Klotzsch ex Baill.
- Croton tridesma Leandro ex Baill.
- Julocroton microcalyx Müll.Arg.
- Cieca microcalyx (Müll.Arg.) Kuntze
- Julocroton paulensis Usteri
- Croton microcalyx (Müll.Arg.) G.L.Webster